# Гірські дощові ліси півострова Гуон
Гірські дощові ліси півострова Гуон (ідентифікатор WWF: AA0107) — австралазійський екорегіон тропічних та субтропічних вологих широколистяних лісів, розташований на північному сході Нової Гвінеї.

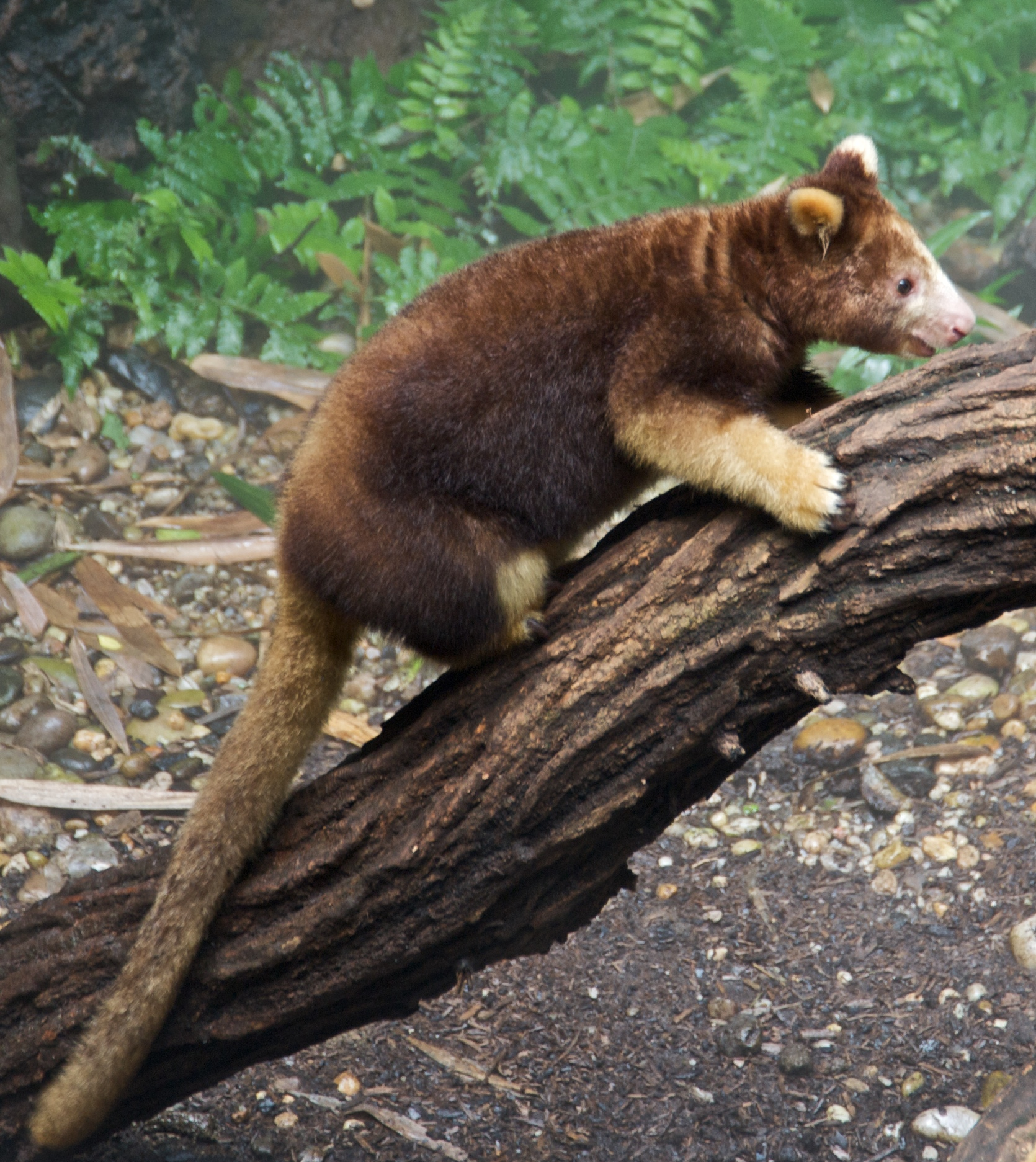
Гуонський деревний кенгуру (Dendrolagus matschiei)

## Географія
Екорегіон гірських дощових лісів півострова Гуон, охоплює півострів Гуон, розташований на північному сході острова Нова Гвінея. Це півострів має гористий рельєф: тут розташовані гори Фіністерре та Сарувагед, а також хребти Кромвеля та Роулінсона, які різко підіймаються над вузькою смугою прибережних низовин. Найвищими вершинами регіону є гора Бойсінг заввишки 4150 м, розташована в горах Фіністерре, та гора Бангета або Саравагет заввишки 4121 м, розташована в горах Сарувагед. З геологічної точки зору основу гір регіону складають міоценові алевроліти, конгломерати, вулканічні породи та вапняки. В горах Фіністерре переважають вапняки.
З північного сходу півострів Гуон омивається Новогвінейським морем, а з південного сходу — Соломоновим морем. На схід від півострова лежить протока Витязь, яка відділяє Нову Гвінею від Нової Британії. На захід від півострова Гуон лежать долини Маркема та Раму, які відділяють гори півострова від гір Центрального хребта. Ці долини є частиною екорегіону рівнинних дощових та прісноводних заболочених лісів Північної Нової Гвінеї.

## Клімат
На більшій частині екорегіону домінує екваторіальний клімат (Af за класифікацією кліматів Кеппена), а у високогір'ях — високогірний субтропічний клімат (Cfb за класифікацією Кеппена). Середньорічна температура тут становить близько 27 °C і незначно коливається протягом року. Влітку (з жовтня по березень) температура може досягати 32 °C, а взимку (з травня по серпень) — опускатися до 23 °C. Середньорічна кількість опадів в горах півострова Гуон може досягати 6000 мм. Сезон дощів зазвичай триває з грудня по березень, причому найбільше опадів випадає в лютому. Сухий сезон, який триває з червня по вересень, характеризується меншою кількістю опадів. Час від часу в регіоні трапляються тропічні циклони, які приносять надзвичайно сильні дощі та сильні вітри.

## Флора
В межах екорегіону зустрічається кілька типів лісових угруповань, розподіл яких залежить від кількості опадів, висоти над рівнем моря та ґрунтів. Основними рослинними угрупованнями екорегіону є вічнозелені дощові ліси. У деяких районах також поширені вапнякові ліси. Субальпійські луки, поширені у високогір'ях гір Фіністерре та Сарувагед, є частиною окремого екорегіону субальпійських луків Центрального хребта.
На низьких висотах екорегіону поширені низькогірські дощові ліси. Ці ліси характеризуються більш низьким і густим лісовим наметом, ніж алювіальні ліси, поширені в долинах Маркема та Раму, чагарниковий ярус в них більш відкритий та містить менше пальм, а трав'яний ярус більш щільний. У низькогірських лісах півострова Гуон поширені острівні лічі (Pometia pinnata), різні види канаріумів (Canarium spp.), анісоптер (Anisoptera spp.), криптокарій (Cryptocarya spp.), терміналій (Terminalia spp.), сизигіумів (Syzygium spp.), фікусів (Ficus spp.), каркасів (Celtis spp.), смердючих дерев (Dysoxylum spp.) та бухананій (Buchanania spp.). Подекуди в них також зустрічаються великоцвіті компасії (Koompassia grandiflora) та папуанські евкаліптовики (Eucalyptopsis papuana), а також різні види ділленій (Dillenia spp.), ватік (Vatica spp.) та хопей (Hopea spp.). У деяких районах зустрічаються густі гаї папуанських араукарій (Araucaria cunninghamii var. papuana), які можуть досягати до 60 м заввишки.
На висоті від 1000 до 3000 м над рівнем моря на півострові Гуон поширені гірські дощові ліси. Лісовий намет в них розташований на нижчій висоті, ніж у низькогірських лісах, однак щільність дерев і кущів в них є вищою. Основу гірських дощових лісів півострова Гуон складають новогвінейські кастанопсиси (Castanopsis acuminatissima) та різні види літокарпусів (Lithocarpus spp.) з родини Букові (Fagaceae), а також різні види сизигіумів (Syzygium spp.), падубів (Ilex spp.) та різноманітних представників родин Кунонієві (Cunoniaceae), Елеокарпові (Elaeocarpaceae) та Лаврові (Lauraceae). Подекуди у лісах зустрічаються густі насадження нотофагусів або південних буків (Nothofagus spp.) та папуанських араукарій (Araucaria cunninghamii var. papuana). На висоті понад 2000 м над рівнем моря в горах Фіністерре та Сарувагед поширені гірські хвойні ліси, у яких переважають папуаські кедри (Papuacedrus papuana), низьколисті філлокладуси (Phyllocladus hypophyllus) та різні види ногоплідників (Podocarpus spp.) і дакрикарпусів (Dacrycarpus spp.).
В горах Кромвеля зберігся найбільший масив лісів у Південній півкулі, в якому переважають різні види дакридіумів (Dacrydium spp.). На висоті до 2000 м над рівнем моря в лісах, поширених в горах Кромвеля, домінують новогвінейські кастанопсиси (Castanopsis acuminatissima) та різні види літокарпусів (Lithocarpus spp.). На висоті понад 2000 м над рівнем моря в горах Кромвеля поширені чагарники ксантомирту (Xanthomyrtus spp.), рододендрону (Rhododendron spp.) та чорниці (Vaccinium spp.). На висоті 2300 м над рівнем моря в цих горах переважають літокарпуси (Lithocarpus spp.) та папуанські магнолії (Magnolia tsiampacca), а на висоті понад 2400 м над рівнем моря — низьколисті філлокладуси (Phyllocladus hypophyllus) та різні види елеокарпусів (Elaeocarpus spp.), ногоплідників (Podocarpus spp.) і дакридіумів (Dacrydium spp.).
Загалом флора екорегіону характеризується високим різноманіттям. Серед ендеміків екорегіону слід відзначити епіфітний мох Merrilliobryum tanianum.

## Фауна
В межах екорегіону зустрічається 81 вид ссавців — передусім сумчастих, дрібних гризунів та рукокрилих. Серед поширених в регіоні ссавців слід відзначити валлабі Брауна (Thylogale browni), плямистого кускуса (Spilocuscus maculatus), наземного кускуса (Phalanger gymnotis), смугастого поссума (Dactylopsila trivirgata), пір'їнохвостого поссума (Distoechurus pennatus), низинного кільчастохвостого поссума (Pseudochirulus canescens), цукрову сумчасту летягу (Petaurus breviceps), новогвінейського квола (Dasyurus albopunctatus), довгохвосту сумчасту куницю (Murexia longicaudata), звичайного колючого бандикута (Echymipera kalubu), довгоносого колючого бандикута (Echymipera rufescens), скельного велетенського пацюка (Xenuromys barbatus), велетенського білохвостого щура (Uromys caudimaculatus), чорнохвостого мозаїкохвостого щура (Melomys rufescens), золоточеревого боброщура (Hydromys chrysogaster), малого меланезійського довгокрила (Miniopterus macrocneme) та великого крилана (Pteropus neohibernicus).
Ендеміками екорегіону є гуонські деревні кенгуру (Dendrolagus matschiei) та гуонські моховинки (Pseudohydromys carlae). Серед майже ендемічних представників екорегіону, які також зустрічаються в горах Центрального хребта та в інших горах Нової Гвінеї, слід відзначити гірського лісового валлабі (Thylogale lanatus), малого лісового валлабі (Dorcopsulus vanheurni), гірського кускуса (Phalanger carmelitae), довгопалого кускуса (Dactylopsila palpator), чорноплямистого кускуса (Spilocuscus rufoniger), східного кускуса (Phalanger intercastellanus), довгохвостого поссума (Cercartetus caudatus), золотистого кільчастохвостого поссума (Pseudochirops corinnae), маскового кільчастохвостого поссума (Pseudochirulus larvatus), вузькосмугого сумчастого щура (Phascolosorex dorsalis), бандикута Раффрея (Peroryctes raffrayana), малого колючого пацюка (Rattus steini), хмарного пацюка (Rattus niobe), східнопапуанського пацюка (Rattus mordax), водяного пацюка Майра (Leptomys ernstmayri), гірського мозаїкохвостого щура (Paramelomys rubex), мозаїкохвостого щура Монктона (Paramelomys moncktoni), волохатого щура Де Віса (Mallomys aroaensis), новогвінейську стрибаючу мишу (Lorentzimys nouhuysi), однозубу землерийкомишу (Pseudohydromys ellermani), гірського трубконосого крилана (Nyctimene certans) та папуанську проєхидну (Zaglossus bartoni).
Характерними представниками орнітофауни екорегіону є північні висвистувачі (Tregellasia leucops), чорноволі корольці (Plesiodryas albonotata), попелясті корольці (Heteromyias albispecularis), сизі корольці-чернеці (Peneothello cyanus), білогузі корольці-чернеці (Peneothello bimaculata) та малі чиркачі (Amalocichla incerta) з родини тоутоваєвих (Petroicidae), гірські медовички (Myzomela adolphinae), червоношиї медовички (Myzomela rosenbergii), багряні медовички (Myzomela cruentata), рудоволі медвянці (Melidectes torquatus) та плямисті медолюби (Xanthotis polygrammus) з родини медолюбових (Meliphagidae), рудохвості дивоптахи (Paradisaea raggiana), золотоспинні дивоптахи-білозори (Cicinnurus magnificus), східні дивоптахи-серподзьоби (Drepanornis albertisi) та майже ендемічні великі паротії (Parotia wahnesi) з родини дивоптахових (Paradisaeidae), а також білогорлі нявкуни (Ailuroedus buccoides), чорнощокі нявкуни (Ailuroedus melanotis), сіроголові ойсеї (Chlamydera cerviniventris) та золоточубі садороби (Amblyornis macgregoriae) з родини наметникових (Ptilonorhynchidae). Ці птахи є представниками ендемічних для Австралазії родин, найбільше різноманіття яких спостерігається на Новій Гвінеї. Тоутоваєві — це дрібні комахоїдні птахи, подібні до мухоловок Старого Світу, а медолюби — це переважно дрібні птахи, що живляться нектаром, подібно до американських колібрі та африканських і азійських нектарок. Представники родини дивоптахових, також відомі як "райські птахи", вирізняються яскравим й химерним оперенням, а представники родини наметникових — дуже складною та цікавою шлюбною поведінкою, при якій самці будують своєрідні "намети", прикрашаючи їх та приваблюючи таким чином самиць. Також в горах півострова Гуон мешкають іфрити (Ifrita kowaldi) та темноголові пітогу (Pitohui dichrous) — отруйні птахи, які накопичують батрахотоксини у своєму оперенні та в шкірі, отримуючи їх з їжею.
Серед інших птахів, поширених в екорегіоні, слід відзначити малого казуара (Casuarius bennetti), сірощокого великонога (Aepypodius arfakianus), новогвінейського тілопо (Ptilinopus ornatus), гірського тілопо (Ptilinopus rivoli), великого еготело (Aegotheles insignis), новогвінейського погонича (Rallicula forbesi), новогвінейську гарпію (Harpyopsis novaeguineae), чорнокрилого яструба (Accipiter melanochlamys), яструба Бюргера (Erythrotriorchis buergersi), папуанського луня (Circus spilothorax), новогвінейську сову-голконога (Ninox theomacha), папуанського калао (Rhyticeros plicatus), великого тороторо (Syma megarhyncha), білодзьобу кукабару (Dacelo gaudichaud), орлиноголового папугу (Psittrichas fulgidus), червоноволого папужку-пігмея (Micropsitta bruijnii), вогнистого лорікета (Charmosynopsis pulchella), золотолобу товстодзьобку (Pachycare flavogriseum), гірського папоротчука (Origma robusta), папуанського кущовика (Aethomyias papuensis), великого кущовика (Sericornis nouhuysi), плямистокрилого шперкаря (Ptilorrhoa leucosticta), жовтощокого ягодоїда (Oreocharis arfaki), жовтобородого свистуна (Aleadryas rufinucha), королівського свистуна (Pachycephala schlegelii), чорноголового свистуна (Pachycephala monacha), чорного пітогу (Melanorectes nigrescens), чорноволого совкодзьоба (Machaerirhynchus nigripectus), великого ланграйна (Artamus maximus), гірського біловуха (Peltops montanus), жовтоокого шикачика (Coracina lineata), чорночеревого шикачика (Edolisoma montanum), товстодзьобого шикачика (Coracina caeruleogrisea), сірочереву віялохвістку (Rhipidura albolimbata), чорного монарха (Symposiachrus axillaris), чорнокрилого монарха (Monarcha frater), новогвінейську скунду (Grallina bruijnii), малого чорняка (Melampitta lugubris), віялохвостого фруктоїда (Melanocharis versteri), жовточеревого фруктоїда (Melanocharis longicauda), новогвінейського окулярника (Zosterops novaeguineae) та темнолобого окулярника (Zosterops chrysolaemus). Ендеміками екорегіону є імператорські дивоптахи (Paradisaea guilielmi), зеленогруді астрапії (Astrapia rothschildi), великі медвянчики (Melipotes ater), півострівні медвянці (Melidectes foersteri) та гуонські нявкуни (Ailuroedus astigmaticus).

## Збереження
Оцінка 2017 року показала, що 10 км², або менше 1 % екорегіону, є заповідними територіями. Природоохоронні території включають Зону управління дикою природою Нусаренг та Заповідну зону YUS в Папуа Новій Гвінеї.